# Piel morena
A Piel morena (jelentése spanyolul: ’Barna bőr’) Thalía mexikói énekesnő első kislemeze negyedik, En éxtasis című albumáról, amely nemzetközileg megjelent első albuma. Szerzője a kolumbiai Kike Santander, producere Emilio Estefan. Nagy sikert aratott, a Billboard Top Latin Songs slágerlistáján a 7. helyig jutott, a latin-amerikai egyesített listán pedig listavezető lett. Ezzel kezdődött meg az énekesnő nemzetközi karrierje. A dal videóklipjét Daniel Gruener rendezte.

## Hivatalos változatok és remixek
- Albumváltozat [4]
- Pablo Flores-remix (En éxtasis) [4][5]
- Hitmakers Edit (Por amor)
- Hitmakers Club edit (Thalía’s Hits Remixed)[6]
- Rezesbanda-változat (Thalía con banda – grandes éxitos)[7]
- Emilio-mix (Thalía con banda – grandes éxitos)[7]

## Külső hivatkozások
- Piel morena. YouTube